# Pei Xingru
Pei Xingru (11 de octubre de 1998) es una deportista china que compite en lucha libre.
Ganó tres medallas en el Campeonato Mundial de Lucha entre los años 2016 y 2019, y una medalla de oro en el Campeonato Asiático de Lucha de 2018. En los Juegos Asiáticos de 2018 obtuvo una medalla de plata en la categoría de 57 kg.

## Palmarés internacional
| Campeonato Mundial  | Campeonato Mundial     | Campeonato Mundial | Campeonato Mundial |
| Año                 | Lugar                  | Medalla            | Categoría          |
| ------------------- | ---------------------- | ------------------ | ------------------ |
| 2016                | Budapest (Hungría)     | Medalla de oro     | 60 kg              |
| 2018                | Budapest (Hungría)     | Medalla de bronce  | 59 kg              |
| 2019                | Nursultán (Kazajistán) | Medalla de bronce  | 59 kg              |
| Juegos Asiáticos    |                        |                    |                    |
| Año                 | Lugar                  | Medalla            | Categoría          |
| 2018                | Yakarta (Indonesia)    | Medalla de plata   | 57 kg              |
| Campeonato Asiático |                        |                    |                    |
| Año                 | Lugar                  | Medalla            | Categoría          |
| 2018                | Biskek (Kirguistán)    | Medalla de oro     | 57 kg              |